# П'єр Альфонс Лоран
П'єр Альфонс Лоран  (фр. Pierre Alphonse Laurent; 18 червня 1813 — 2 вересня 1854) — французький математик та військовий офіцер, відомий понад усе завдяки відкриттю ним  рядів Лорана, розкладу функції у нескінченний степеневий ряд, що узагальнює розклад Тейлора.
Народжений у Франції у  Парижі, П'єр Лоран вступив до Політехнічної школи у Парижі у 1830 році, закінчив її у 1832 році як один з найкращих студентів у своєму році, став до лав інженерних військ у званні лейтенанта. Відвідував Артилерійську Школу у Меці, згодом був направлений до Алжиру.
Лоран повернувся з Алжиру до Франції близько 1840 року та провів шість років керуючи роботами з розширення порту  у Гаврі на узбережжі протоки Ла-Манш.
У Гаврі Лоран почав писати свої перші математичні статті. 
Лоран помер у віці 41 роки у Парижі, й лише після його смерті   його роботи були опубліковані.